# 安住淳
安住 淳（あずみ じゅん、1962年〈昭和37年〉1月17日 - ）は、日本の政治家。立憲民主党所属の衆議院議員（10期）、衆議院予算委員長、立憲民主党宮城県連代表。
衆議院懲罰委員長、財務大臣（第15代）、政府税制調査会長（第11代）、衆議院安全保障委員長、民主党選挙対策委員長、防衛副大臣（菅直人第1次改造内閣）、民主党国会対策委員長（第15代）、民主党幹事長代行（第2代）、民主党宮城県連代表、民進党国会対策委員長（初代）、民進党代表代行（第2代）、旧立憲民主党国会対策委員長（第2代）、立憲民主党国会対策委員長（初代・第3代）等を歴任した。

## 来歴

### 生い立ち
宮城県牡鹿郡牡鹿町（現・石巻市）生まれ。父は牡鹿町長を務めた安住重彦。
宮城県石巻高等学校を卒業後、一浪して早稲田大学社会科学部に入学。早大在学中は雄弁会、国際貿易論を専門とした大畑弥七のゼミに所属していた。早大卒業後、日本放送協会に報道記者として入局（大越健介、小池英夫は政治部記者の同期）。 秋田支局に配属。地方の警察担当で、扱う事件は強盗殺人、汚職、窃盗、マル暴、放火だったという。その後、東京報道局政治部記者となる。自由民主党を担当し、園田博之内閣官房副長官の番記者を務めた経験がある。当時の上司に影山日出夫がおり、安住が政界入りする際は「よく大変な世界に入るよな」と励まされたという。1993年にNHKを退職。
同年、第40回衆議院議員総選挙に日本新党・新党さきがけの推薦を受け、無所属で旧宮城2区から出馬したが、落選。その後新党さきがけに入党するが、1996年に離党し、さきがけの幹部だった鳩山由紀夫や菅直人らが中心になって結党した旧民主党に参加する。

### 政界入り
1996年の第41回衆議院議員総選挙では宮城5区から出馬し、初当選。元々、宮城5区を含む旧宮城2区は社会民主党から民主党結党に参加し、選挙前まで第1次橋本内閣の郵政大臣だった日野市朗の地盤であったが、この選挙では安住が宮城5区、日野が比例東北ブロック単独で出馬して共に当選している。2000年の第42回衆議院議員総選挙ではコスタリカ方式により安住が比例区、日野が選挙区で出馬する予定だったが、選挙前に候補者が差し替えられ、前回同様安住が宮城5区、日野が比例単独で出馬した。2000年11月、衆議院外務委員会理事に就任。
2005年9月11日の第44回衆議院議員総選挙では、自民党が大勝する中、宮城県内で唯一民主党の議席を死守した。9月12日、党代表の岡田克也は引責辞任を表明。岡田の辞任に伴う代表選挙（9月17日実施）では前原誠司の推薦人に名を連ねた。前原は2票差で菅直人を破り代表に選出。民主党選挙対策委員長に就任。
2008年大阪府知事選挙ではガソリン値下げ隊36名を率いて熊谷貞俊候補を支援するが、熊谷は橋下徹に敗北した。

### 鳩山政権
2009年の第45回衆議院議員総選挙では宮城5区で5選。総選挙後、衆議院安全保障委員長に就任。2010年6月、鳩山由紀夫首相が辞任し、後任の菅直人首相の下で再び民主党選挙対策委員長に就任。

### 菅直人政権
第22回参議院議員通常選挙では民主党幹事長の枝野幸男と共に陣頭指揮を執るが、菅直人首相の消費税増税をめぐる発言のブレ等により、民主党は大敗を喫した。党内からは枝野幹事長、安住選挙対策委員長の責任論も噴出したが、菅直人首相は9月に民主党代表選挙で再選されるまで両名を続投させた。9月の民主党代表選挙では現職の菅直人への支持を表明し、2010年9月に発足した菅直人第1次改造内閣では北澤俊美防衛大臣の下で副大臣に任命される。翌2011年1月、菅直人第2次改造内閣発足に伴う党役員人事で民主党国会対策委員長に就任した。5月12日、人権擁護法案を次期臨時国会で提出を目指す方針を示した。
東日本大震災では実家も被災。与党民主党の東日本大震災対策副本部長・渡辺周が、物資不足への対応策を問われ、ガソリンを現地に運んでも貯蔵するところが無い。学校のプールに貯蔵できないか、と国会の司令塔・安住国対委員長が検討したことを語っている。なお、安住自身はそんな話はしたことがないと否定している。
菅直人内閣の東日本大震災対応に批判が高まると「誰が総理大臣やってもとてつもない難問で、菅さんが全部悪いというのは乱暴だ」と反論し、菅総理大臣の在日韓国人違法献金問題についても「日本名での献金で認識がなかった。不注意だったと思うが、故意ではないので心配していない。これからも丁寧に説明すればいい」と述べ、菅内閣への退陣要求を牽制した。
2011年（平成23年）6月に自由民主党と公明党が、菅直人内閣の東日本大震災の対応などについて内閣不信任案を提出。民主党執行部に不信を募らせた民主党議員たちが同調の動きを見せたことに対し、「与党の責任を果たすため、大差で否決しないといけない。賛成者は誰であっても、何人であっても除名になる」と述べた。また自民党の逢沢一郎国対委員長に対して、7月上旬に菅直人内閣が退陣し民主党代表選挙を実施する意向を伝え、公債発行特例法案の早期成立に理解を求めた。

### 野田政権

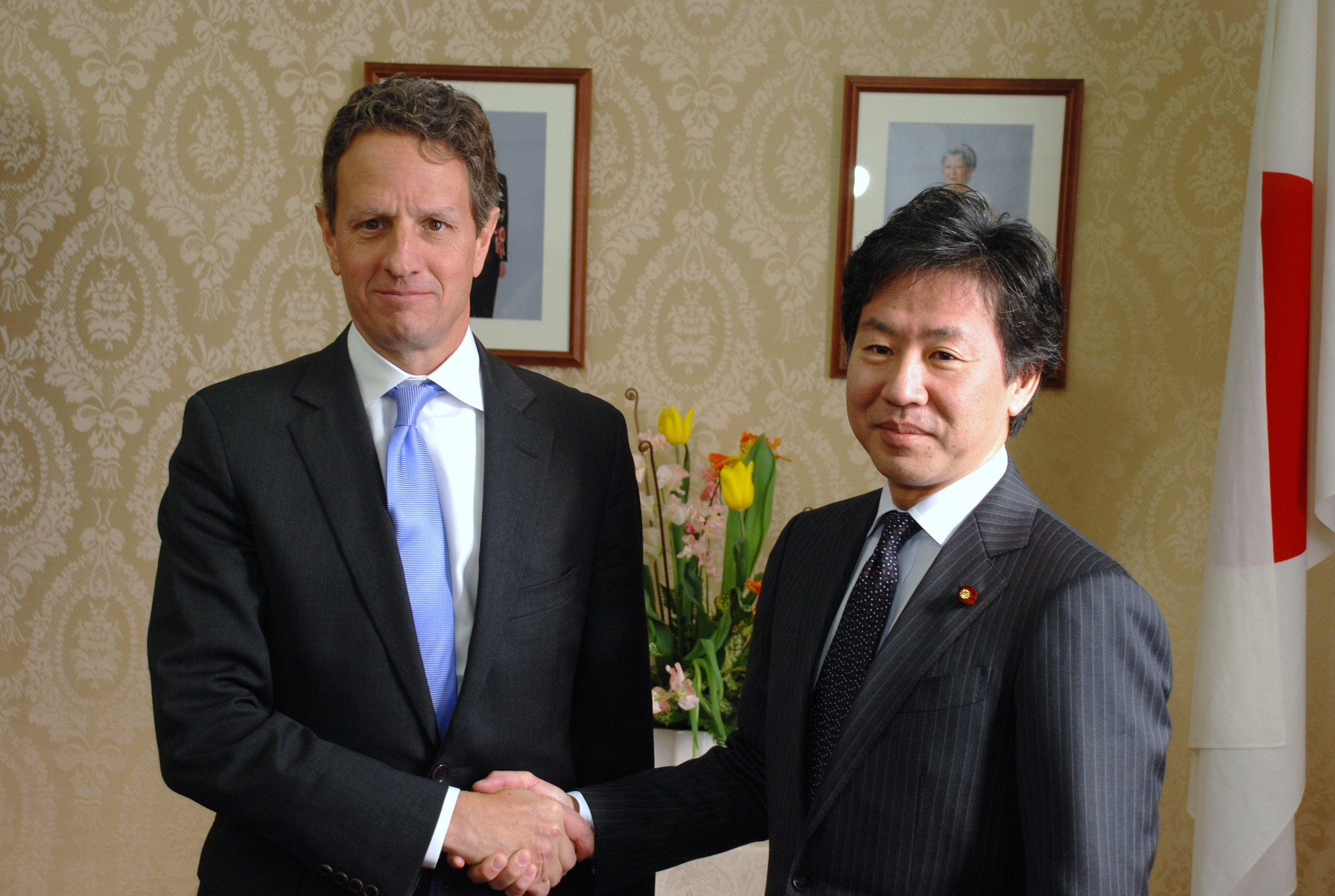
2012年1月12日、財務省にてアメリカ合衆国財務長官ティモシー・フランツ・ガイトナー（左）と

2011年9月、野田内閣に財務大臣として初入閣。過去に財政政策関連のポストとは無縁だったため、財務相就任には本人も含め驚きの声が上がった。安住は、衆院安全保障委員長、防衛副大臣など安全保障政策のポストを多く経験してきたため、防衛大臣への就任を予期して防衛白書を読んで準備していたという。野田は岡田克也、川端達夫などに打診したものの辞退されていたが、財務省幹部から安住を推薦する声が上がったとされ、国対委員長としての折衝を通じて財務省の評価が高かったという。同様に、消費税引き上げを最大課題とする野田が、国対委員長として野党対策に当たった手腕を見込んだとも言われる。旧大蔵大臣時代を含めても、初入閣で財務大臣に就任するのは比較的異例であり（前任の財務大臣だった野田佳彦も、財務副大臣から昇格する形で財務大臣として初入閣している）、40代での財務大臣就任は史上初（大蔵大臣時代を含めても池田勇人、田中角栄の両首相経験者に次ぎ3人目）であった。野田第1次改造内閣、野田第2次改造内閣においても再任。2012年9月10日の松下忠洋金融担当大臣の死去に伴い、同日より金融担当大臣事務代理を兼務する。

### 民主党幹事長代行
2012年9月28日、民主党幹事長代行並びに民主党政治改革推進本部長に就任し、同年10月1日の野田第3次改造内閣発足に伴い財務大臣、金融担当大臣（事務代理）を退任した。
11月16日に衆議院解散されると、参議院議員である輿石東幹事長に代わり、党の衆院選対策を事実上取り仕切る立場で奔走する。「党の顔」の一人として「TV番組はすべて俺が出る」などと意欲を見せた。
第46回衆議院議員総選挙では、現職閣僚や党幹部が軒並み苦戦し、その多くが落選する中、自民党の新人で同じNHK出身の元キャスターである大久保三代をダブルスコアで破り、6選を決める。なお宮城5区では第41回衆議院議員総選挙以降、次点以下の候補が比例復活した例がなかったが、この総選挙では、安住は初当選以来初めて、対立候補の比例復活を許している。

### 民主党下野後
2013年1月25日の宮城県連大会において、民主党宮城県連代表に就任した。同年7月の第23回参議院議員通常選挙では、宮城県選挙区選出の岡崎トミ子元国家公安委員会委員長の選挙対策本部長を務めるが、岡崎は自民党の愛知治郎、みんなの党の和田政宗に次ぐ得票数3位で落選し、1997年の補欠選挙で岡崎が当選して以来、守ってきた民主党の議席を失った。
2013年9月の党役員人事において、民主党東日本大震災復旧・復興推進本部長に就任。
2013年10月15日に召集された第185回国会にて沖縄及び北方問題に関する特別委員長に就任。2014年、民主党国会対策委員長代理に起用される。同年の第47回衆議院議員総選挙では、前回破った自民党の大久保が党の公認を得られず、代わって比例北海道ブロックから鞍替えした勝沼栄明が宮城5区から出馬したが、安住が勝沼を大差で破り、7選。2015年1月の民主党代表選挙では、元代表の岡田克也の推薦人に名を連ねた。岡田代表の下で、民主党国会対策委員長代理に再任。

### 民進党
2016年3月27日、民主党・維新の党の合併により結党された民進党に参加し、国会対策委員長代理から昇格する形で初代民進党国会対策委員長に起用された。2016年民進党代表選挙では蓮舫代表代行（当時）を支持し、自身は幹事長就任に強い意欲を見せていたが、代表に選出された蓮舫の下で民進党代表代行に起用された。
2017年7月末、野田佳彦の幹事長辞任により蓮舫執行部は幹事長の人選ができず辞任に追い込まれた。このとき代表代行として蓮舫を支えきれなかったことに申し訳ない気持ちでいっぱいだと語った。
同年9月28日、民進党は希望の党への合流を決定。9月29日、希望の党代表の小池百合子は「リベラル派排除」を宣言。記者団に「全員を受け入れるということはさらさらありません」と語る姿、記者会見でにこやかに「排除されない、ということはございませんで、排除いたします」と答える姿が何度もテレビに流れた。安住は同日、民進党県連代表として立候補予定者を集めて対応を協議。自身は希望の党へ公認申請を出すことを考えていたが、9月30日、民進党の前職、元職計15人の「排除リスト」が出回る。その中には見事に安住の名前もあった。10月1日夜、党執行部に、希望の党からも立憲民主党からも公認を受けない無所属で立候補する意向を伝える。そして10月2日、石巻市で記者会見を開き、無所属出馬を正式に表明した。
同年10月22日投票の第48回衆議院議員総選挙で再び勝沼を比例復活を許さぬ大差で破り、8選。

### 無所属の会
10月26日に岡田克也が代表を務める院内会派・無所属の会の結成メンバーとなった。
2018年5月1日、民進党と希望の党の合流による新党「国民民主党」について「小さな政党の離合集散に付き合う気になれない」と述べ、民進党に離党届を提出した。

### 立憲民主党
2019年1月15日には無所属の会から立憲民主党会派に入会した。
その後、同年9月19日に立憲民主党に入党、同日付で党国対委員長に就任した。
2020年9月19日に（旧）立憲民主党と（旧）国民民主党が合流して結成した新「立憲民主党」に参加し、党国対委員長に就任した。
2021年10月の第49回衆議院議員総選挙においては、立憲民主党から宮城5区に出馬し、小選挙区で当選した。12月2日、立憲民主党の新執行部の発足に伴い、国対委員長を退いた（後任は馬淵澄夫）。
2022年8月26日、立憲民主党の新執行部が発足し、安住は再び党国対委員長に就任した。
同年11月18日、衆議院選挙区の新しい区割りである「10増10減」の改正公職選挙法案が参議院で可決され、宮城県内の選挙区は6から5に削減され、各選挙区の区域が変更された。同年12月13日、立憲民主党は常任幹事会を開き、次期衆院選公認候補69人を内定した。安住は（新）宮城4区（石巻市、塩竈市、多賀城市、東松島市、富谷市、宮城郡、黒川郡、牡鹿郡）からの出馬が内定した。
2024年10月15日、第50回衆議院議員総選挙が公示され、新宮城4区からは安住、自民党現職の伊藤信太郎、日本維新の会新人の元石巻市議会議員の佐藤雄一、れいわ新選組新人の元釜石市議会議員の大林正英の4人が立候補した。自民党は裏金問題や統一教会問題、10月23日に発覚した非公認候補への2000万円支給問題などで逆風が吹き荒れた。10月27日、総選挙執行。安住自身にも不記載があったが、投票締め切りの20時直後には朝日新聞は安住の当選確実を報じ、安住は10期目の当選を果たした。自民党は比例東北ブロックで5議席を獲得。単独1位の江渡聡徳と単独2位の森下千里を除く残り3議席は惜敗率の高い重複立候補者で占められ、5番目の惜敗率（64.185％）だった伊藤は議席を失った。
同年11月13日、予算委員会の委員長に就任。野党議員の予算委員長は30年ぶりである。12月5日の第216回国会・衆議院予算委員会にてデビュー。

## 政策・主張

### 憲法
- 日本国憲法の改正について2012年は「賛成」[58]、2021年は「反対」と回答[59]。
- 集団的自衛権の行使を禁じた内閣法制局の憲法解釈の見直しに反対[58]。

### 外交・安保
- 日本の防衛力をさらに強化することにやや賛成[60]。
- 日米同盟を強化することにやや賛成[60]。
- 日本の核武装について「将来にわたって検討すべきでない」としている[59]。
- 普天間飛行場の名護市辺野古への移設に賛成[58]。鳩山由紀夫内閣が同方針を閣議決定した後の2010年の第22回参議院議員通常選挙では、民主党沖縄県連が「県内移設」に反対する那覇市議の擁立方針を固めたが、党選対委員長の安住が「政府方針と違う候補者を立てれば、マスコミに注目され、選挙戦全体に影響を与えかねない」と述べこれを阻止した[61]。
- 2016年11月17日の安倍・トランプ会談を「朝貢外交」と形容したが、花田紀凱は産経新聞のコラムで「自らの外交感覚の無さをさらしただけだ（中国の「環球時報」も「朝貢外交」と報じた）」と評した[62]。

### 経済・財政
- 企業などでの雇用形態は「流動性」より「安定性」を重視すべき考えに近いとしている[60]。
- 外国人労働者については今より積極的に受け入れる考えに近いとしている[60]。
- 原子力発電については、原子力規制委員会の新基準を満たした原発は再稼働すべき[58]としつつ、「当面は必要だが、将来的には廃止すべきだ」としている[59]。
- 日本の環太平洋戦略的経済連携協定（TPP）参加に賛成[58]。

### その他
- 選択的夫婦別姓制度導入に賛成[59][60]。
- 同性婚法律に明記することに賛成[60]。
- 2021年衆議院選挙における共産党を含む野党共闘について、「野党が完全に合流できないことを考えればベストな戦略だった」「政権交代を目指すだけの体制を築けたのは、ひとえに枝野さんのリーダーシップがあったからだ」と述べた[63]。

## 活動・発言

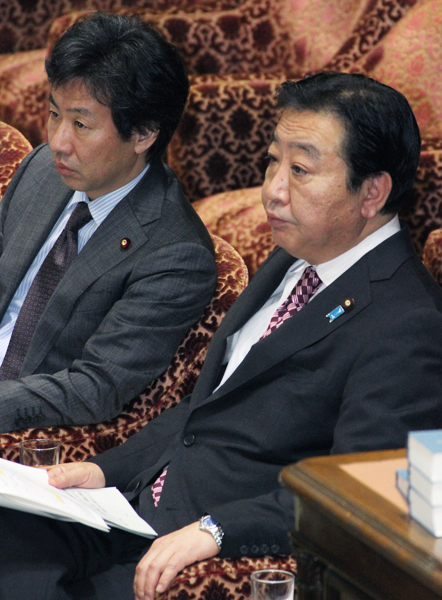
内閣総理大臣野田佳彦と（2012年2月、衆議院予算委員会）

- 2008年1月18日、大阪府知事選挙の応援演説で対立候補の橋下徹を「政党を隠しての選挙はせこい。結局、のみ込まれて改革できないよ。茶髪で反権力で人気になったのに自公に乗っかって、姑息」[64]と非難した。
- 2008年12月5日に改正国籍法が成立したことに関して自身のブログで、右寄りの一部の人が多数を装い各議員の事務所にメールやファックスを多数寄せる組織的な反対運動を起こしていることを何よりも心配しているとして「ネット社会の負の部分をまざまざと見た思いだった。こうしたことで法案の審議や議員の自由な政治活動に支障があっては、国会がおかしくなる」と記している[65]。
- 2010年11月に起きた尖閣諸島中国漁船衝突映像流出事件では、映像を公開した海上保安官の一色正春について「理由のいかんにかかわらず、海保で働く資格のない男だね」と強い不快感を示し、彼を擁護する意見に対しては「義憤に駆られてやったと擁護する人もいるが、それでは組織が持たない」と批判した。一方、菅内閣が事件の映像を国民に非公開にしていたことについては、妥当な処理であったと主張した[66]。
- 2010年11月3日に行われた入間航空祭において、民間団体「航友会」会長が「一刻も早く菅政権をぶっつぶしましょう」と批判したのを受けて、防衛省は自衛隊行事での民間人による政権批判を封じる事務次官通達を出した。この件について主導したのは安住だったと2011年1月27日の産経新聞が報じた。安住は産経新聞の取材に対して「コメントしない」と語った[67]。
- 2011年7月5日、松本龍復興大臣が失言を連発して辞職したことについて「（被災県の知事への応対は）誤解を受ける態度、発言だったことは否定できない。残念だがやむを得ない」と述べた[68]。一方で「本当に情けない内閣だ。こういう醜態は恥ずかしい」と、与党の国対委員長の立場ながら菅直人内閣に対する強い批判も行った。
- 2011年7月12日、郵政改革法案の早期成立を強く要求している連立与党の国民新党を「瀬戸際外交みたいだ。異様な対応を取る人たちが連立政権のパートナーとなっている」と批判した[69]。
- 2011年7月30日、テレビ東京の番組で、東日本大震災の復旧・復興で被災地自治体の首長から国政への不満が出ていることについて、「首長は増税しないのだから（批判されにくい）。国からお金をもらって自分は言いたいことを言って、出来なかったら国のせいにする。自分たちは立派なことを言うが泥はかぶらない。この仕組みは何とかしなければいけない」「1000年に一度の大震災だ。不満はみんな持っている。全部国会議員が悪いという話は感情的だ」と批判した[70]。
- 2011年9月26日の衆議院予算委員会における塩崎恭久（自由民主党）の質疑中、埼玉県朝霞市の公務員宿舎建設に関連して、自身もNHK時代には給与では生活できずに社宅に住んだとして、「（国家公務員には）多少は宿舎の便宜供与等もあってしかるべきだと思ってます」と述べた。NHKの年間報酬については、9月28日の参議院予算委員会で平均1041万円であることが明らかになっており、かなりの高給取りであるとの指摘がある[71]。
- 2011年11月、自由民主党総裁安倍晋三がニコニコ動画が主催する14党の党首が集まる討論の場で民主党代表野田佳彦との党首討論を提案したのに対し、安住は「双方向と言いながら極めて偏った動画サイトに投稿を許すようなやり方は、逆に、これまでの良き伝統の党首討論を崩すと思う」と提案を拒否。ドワンゴから「極めて偏った動画サイト」の発言について抗議を受けた[72]。
- 2020年2月4日、衆議院の立憲民主党会派の控え室ドアの廊下側に蛍光ペンで「100点」「0点」「出入り禁止」「論外」などと書かれた主要新聞6紙の政治面の記事のスクラップを貼り出した。これについて安住本人は記者の取材で、自らの指示で掲示させたと認め「冗談のつもりで、感情の思うままに書いてしまった。反省している」と陳謝したが、あわせて「みんな爆笑していた」や控え室外側に掲示したにもかかわらず「敷地内に貼っただけ」などとも述べていた。その後、党代表の枝野幸男から「理性的に対応してほしい」と注意を受けた[73][74][75][76][77]。
- 2020年10月26日、国会内で行われた立憲民主党の衆参議員の会合において、立憲民主党との合流協議をめぐり、分裂の危機を迎えている社民党と結成していた統一会派「立憲民主・国民・社保・無所属フォーラム」について、「ものすごい長い名前だったけど、ようやくここにきて『立憲・社民・無所属』となり、まもなくもう一つ消えれば、『立憲・無所属の会』ぐらいになる。いよいよ本格的に我が党の時代が来るんじゃないか」と発言した。その後、他の議員の反応を受け「余計なことを言ってすみません」と陳謝した[78]。
- 2021年5月14日、北海道、岡山県、広島県の緊急事態宣言発令に関して、議院運営委員会に菅義偉首相が出席しないことを「国民に説明する責任を放棄している」と批判し、さらに首相の姿勢を、栃木県日光東照宮の彫刻である三猿の「見ざる、聞かざる、言わざる」を「（国会に）出たくない・来たくない・話したくない」と本来の意味[注 3]と違う意味でなぞらえて「どこかの神社のお猿さん」だと猿に例えて批判した[79]。
- 2021年7月5日、安住は立憲民主党の支援組織である連合が同党と共産党との接近を批判していることについて、同年の都議選で両党の候補者調整が奏功しいずれも議席を増やしたのに対し、連合の支援した国民民主党が1議席も獲得できなかったことを引き合いに出し、「冷静に結果を見ながら、リアルパワーは何なのか見ないといけない。大事なことですよ、そこは」と述べ、共産党の組織力を評価した[80]。この発言は国民民主党や連合東京の反発を呼んだが、同年10月の衆院選では安住は連合東京の杉浦賢次会長と共に候補者の応援演説に立ち、「私は勝つためなら何でもやり、たまに連合東京の皆さんにご迷惑をかけている」と発言。杉浦は「安住氏から『連合東京は特殊でリアルパワーがない』といわれたが、連合東京のリアルパワーをしっかり発揮したい」と述べ、両氏は最後にグータッチし、「和解」を演出した[81]。

## 人物
- 安全保障及び（NHK出身ということもあり）放送行政分野を得意とし、他には国会対策のポストを主として歴任してきた為、財務大臣就任は先述の通り意外の念を以て受け止められた。本人も「驚いた」とコメントしている[82]。
- 若林忠志の妻が石巻出身だった縁で阪神タイガースのファン[83]。「阪神タイガースを応援する議員の会」の23人の発起人の一人。「阪神タイガースが優勝したら国会で六甲颪を歌う」が同会の活動方針。
- 熱狂的なLDHの愛好者でもある[要出典]。2009年11月のブログでは天皇即位20年の記念式典でEXILEと同席して交流を果たし、「会えた、会えた、会えた…会えました」と記している[84]。
- 第46回衆議院議員総選挙での民主党惨敗後、かつて渡部恒三が命名した七奉行の会のメンバーのうち、野田政権下で閣僚や党三役を務めた枝野幸男（元内閣官房長官・経済産業大臣）、岡田克也（元副総理・党代表）、玄葉光一郎（元外務大臣）、野田佳彦（元首相）、前原誠司（元党政策調査会長・国家戦略担当大臣）の5人に安住（元財務大臣・党幹事長代行）を加えた6人で頻繁に会合を行っており、「民主党6人衆」と称されている[85]他、総選挙で落選し政界引退した仙谷由人の後任という形で七奉行と称されている事もある[86]。この場合は仙谷と同じく総選挙で落選した5年後の総選挙の比例単独で当選し国政復帰を果たした樽床伸二（元党幹事長代行・総務大臣）も含まれている。
- 猫を飼っている。名前はチャコ[87]。

## 旧統一教会との関係
ジャーナリストの鈴木エイトが作成した「旧統一教会関連団体と関係があった現職国会議員168人」によれば、旧統一教会関連団体との関係について、2010年に教団系メディアの『世界日報』にインタビューが掲載されていたとされる。

## パーティー券収入記載漏れ
2023年12月、自身の資金管理団体の政治資金収支報告書に、2023年4月に行われた30万円分のパーティー券収入を記載していなかったことが明らかになった。同月28日に報告書を訂正したとしたうえで、「先頭に立つ身であり、わかった時点で報告するのが義務と考える。ケアレスミスではあるが、私の責任なので申し訳ない」と陳謝した。

## 選挙歴
| 当落 | 選挙                   | 執行日         | 年齢 | 選挙区        | 政党       | 得票数     | 得票率 | 定数 | 得票順位 /候補者数 | 政党内比例順位 /政党当選者数 |
| ---- | ---------------------- | -------------- | ---- | ------------- | ---------- | ---------- | ------ | ---- | ------------------ | ---------------------------- |
| 落   | 第40回衆議院議員総選挙 | 1993年07月18日 | 31   | 旧宮城県第2区 | 無所属     | 3万6642票  | 11.79% | 3    | 5/8                | /                            |
| 当   | 第41回衆議院議員総選挙 | 1996年10月20日 | 34   | 宮城県第5区   | 旧民主党   | 5万4550票  | 40.09% | 1    | 1/5                | /                            |
| 当   | 第42回衆議院議員総選挙 | 2000年06月25日 | 38   | 宮城県第5区   | 民主党     | 6万9459票  | 47.23% | 1    | 1/3                | /                            |
| 当   | 第43回衆議院議員総選挙 | 2003年11月09日 | 41   | 宮城県第5区   | 民主党     | 7万3135票  | 50.75% | 1    | 1/3                | /                            |
| 当   | 第44回衆議院議員総選挙 | 2005年09月11日 | 43   | 宮城県第5区   | 民主党     | 7万8205票  | 50.66% | 1    | 1/3                | /                            |
| 当   | 第45回衆議院議員総選挙 | 2009年08月30日 | 47   | 宮城県第5区   | 民主党     | 8万9484票  | 58.57% | 1    | 1/2                | /                            |
| 当   | 第46回衆議院議員総選挙 | 2012年12月16日 | 50   | 宮城県第5区   | 民主党     | 6万2928票  | 57.86% | 1    | 1/5                | /                            |
| 当   | 第47回衆議院議員総選挙 | 2014年12月14日 | 52   | 宮城県第5区   | 民主党     | 6万4753票  | 59.51% | 1    | 1/3                | /                            |
| 当   | 第48回衆議院議員総選挙 | 2017年10月22日 | 55   | 宮城県第5区   | 無所属     | 8万9423票  | 63.91% | 1    | 1/2                | /                            |
| 当   | 第49回衆議院議員総選挙 | 2021年10月31日 | 59   | 宮城県第5区   | 立憲民主党 | 8万1033票  | 56.89% | 1    | 1/2                | /                            |
| 当   | 第50回衆議院議員総選挙 | 2024年10月27日 | 62   | 宮城県第4区   | 立憲民主党 | 10万2229票 | 52.07% | 1    | 1/4                | /                            |

## 所属団体・議員連盟
- 水産業・漁村振興議員連盟 （会長）[90]
- 日本ミャンマー協会（理事）[91]
- 超党派ゴルフ議員連盟（副会長）[92]

## 著書
- 『安住淳の国会日誌―二〇〇一年～二〇〇五年』童牛社、2006年7月25日。ISBN 9784924595743。